# José Verdú
José Verdú Nicolás, meglio noto come Toché (Santomera, 1º gennaio 1983), è un ex calciatore spagnolo, di ruolo attaccante.